# Check In
Check In  es el primer y único álbum de estudio y álbum debut de la banda irlandesa de rock: The Chalets, Lanzado en septiembre de 2005.
Hoy en día el álbum es coisiderado como un álbum de culto y parte del seguimiento de culto. debido a que nunca tuvo éxito de forma comercial pero si de forma independiente.

## Sonido
El álbum se categoriza como indie pop, indie rock y post-punk aunque también se encuentran sonidos del garage rock y del hard rock.

## Lista de canciones
Todas las canciones escritas y compuestas por The Chalets y la integrante Paula Cullen "Peepee" escribió algunos de los sencillos. 
| Check In |                      |          |  |
| N.º      | Título               | Duración |  |
| 1.       | «Theme from Chalets» | 02:55    |  |
| 2.       | «No Style»           | 03:30    |  |
| 3.       | «Red High Heels»     | 03:12    |  |
| 4.       | «Gogo Don't Go»      | 03:27    |  |
| 5.       | «Arrivals»           | 00:41    |  |
| 6.       | «Feel the Machine»   | 03:13    |  |
| 7.       | «Two Chord Song»     | 01:55    |  |
| 8.       | «Fight Your Kids»    | 03:27    |  |
| 9.       | «Nightrocker»        | 03:18    |  |
| 10.      | «Sexy Mistake»       | 02:55    |  |
| 11.      | «Departures»         | 00:42    |  |
| 12.      | «Checkout»           | 02:41    |  |
| 13.      | «Love Punch»         | 02:20    |  |
| 14.      | «Beach Blanket»      | 04:59    |  |
| 39:15    |                      |          |  |

## Personal
- Caoimhe Derwin "Pony" - vocal
- Paula Cullen "Peepee" - vocal de apoyo, guitarra
- Enda Loughman - guitarra
- Chris Judge - bajo
- Dylan Roche - bongos, batería